# タツノオトシゴ
タツノオトシゴ（竜の落とし子）は、トゲウオ目ヨウジウオ科タツノオトシゴ属（Hippocampus）に分類される魚の総称。狭義にはその中の一種 Hippocampus coronatus の標準和名としても用いられる。およそ魚には見えない外見と、オスが育児嚢で卵を保護する繁殖形態が知られた分類群である。
別名はウミウマ（海馬）、カイバ（海馬）、ウマノコ（馬の子、日本各地）、ウマノカオ（馬の顔、富山）、リュウノコマ（竜の駒、神奈川県三崎）、ウマヒキ（馬引き）、リュウグウノコマ（竜宮の馬、和歌山）、ウマウオ（馬魚）、タツノコ（竜の子、高知）などがある。英名でも Seahorse（シーホース : 海の馬）と呼ばれる。

## 特徴
すべてが熱帯から温帯の浅い海に生息する海水魚で、一部の種は汽水域にも進入する。成魚の大きさは全長1.4cmのインドネシア産 H. satomiae から全長35cmに達するオセアニア産 H. abdominalis まで種類によって差があり、体表の色や突起なども種類間、または個体間で変異に富む。
同じ科に組み込まれたヨウジウオ類と同じく、体は鱗が変化した環状の硬い甲板に覆われ、凹凸がある。口は小さいが管状の吻が前方に突き出ていて、吻のつけ根に目がある。尾鰭はないが尾は長く、普段は尾を海藻やサンゴなどに巻きつけて体を固定する。ほとんどの魚は前後に伸びた姿勢をとるが、タツノオトシゴ類は体を直立させ、頭部が前を向く姿勢をとる。この姿が竜やウマの外見に通じることから「竜の落とし子」「海馬」「龍宮の駒」、あるいは "Seahorse" などの名前がつけられたものとみられる。およそ「魚」の概念からかけ離れた外見ではあるが、よく見ると前に曲がった首のあたりに小さな鰓孔と胸鰭があり、背中にもこれも小さな背鰭がある。
主に熱帯・温帯域の沿岸浅海に生息する。種類・個体数とも多いのは、尾を絡めて身を隠せるものがある岩礁域・藻場・サンゴ礁などの環境である。ただしいくつかの種類は流れ藻について外洋を漂うことがある。泳ぐ時は胸鰭と背鰭を小刻みにはためかせて泳ぐが、動きは魚にしては非常に遅い部類である。しかし体表の色や突起が周囲の環境に紛れこむ擬態となっており、海藻の茂みなどに入りこむとなかなか見分けることができない。
食性は肉食性で、魚卵、小魚、甲殻類など小型の動物プランクトンやベントスを吸い込んで捕食する。動きは遅いものの捕食は速く、餌に吻をゆっくりと近づけ瞬間的に吸い込む。また微細なプランクトンしか食べられないと思われがちだが意外に獰猛な捕食者で、細い口吻にぎりぎり通過するかどうかというサイズの甲殻類でも積極的に攻撃し、激しい吸引音をたてて摂食する。水族館で飼育する場合はアミ類などの生餌が与えられる。

## 繁殖行動
タツノオトシゴ属のオスの腹部には育児嚢（いくじのう）という袋があり、ここでメスが産んだ卵を稚魚になるまで保護する。タツノオトシゴ属の体表は凹凸がある甲板だが、育児嚢の表面は滑らかな皮膚に覆われ、外見からも判別できる。そのためこれがタツノオトシゴのオスメスを判別する手がかりともなる。
繁殖期は春から秋にかけてで、メスは輸卵管をオスの育児嚢に差しこみ育児嚢の中に産卵し、育児嚢内で受精する。日本近海産のタツノオトシゴ H. coronatus の場合、メスは5-9個を産卵しては一休みを繰り返し、約2時間で計40-50個を産卵する。大型種のオオウミウマ H. kelloggi では産出稚魚が600尾に達することもある。産卵するのはあくまでメスだが、育児嚢へ産卵されたオスは腹部が膨れ、ちょうど妊娠したような外見となる。このため「オスが妊娠する」という表現を使われることがある。
種類や環境などにもよるが、卵が孵化するには10日-1か月半ほど、普通は2-3週間ほどかかる。仔魚は孵化後もしばらくは育児嚢内で過ごし稚魚になる。
「出産」する時は、オスは尾で海藻などに体を固定し、体を震わせながら稚魚を産出する。稚魚は全長数mmほどと小さいながらも既に親とほぼ同じ体型をしており、海藻に尾を巻きつけるなど親と同じ行動をする。

## 構成種
ヨウジウオ科タツノオトシゴ属は1属のみでタツノオトシゴ亜科 Hippocampinae を構成し、50種類ほどが知られる。ヨウジウオ科ヨウジウオ亜科にもタツノイトコやリーフィーシードラゴンなどの類似種が多いが、首が曲がっていないこと、尾鰭があること、尾をものに巻きつけないことなどの差異で夫々タツノオトシゴ属と区別できる。
タツノオトシゴ属は外見が互いに似る上に個体変異も大きいため同定が難しく、21世紀に入ってもなお新種が報告されている。これらの同定は体輪数（体を覆う環状甲板の数）、頭部突起の長さ、体の各所にある棘、胸鰭や背鰭の鰭条数などで区別している。以下はFishBaseに掲載されている構成種である。
- Hippocampus abdominalis Lesson, 1827  オオハラタツ[6][注 1] - オーストラリア南岸・ニュージーランド周辺。全長35cmの記録がある最大種
- Hippocampus alatus Kuiter, 2001  - オーストラリア北部・パプアニューギニア周辺
- Hippocampus algiricus Kaup, 1856  - アフリカ西岸の熱帯海域
- Hippocampus barbouri Jordan et Richardson, 1908  - 西太平洋熱帯域

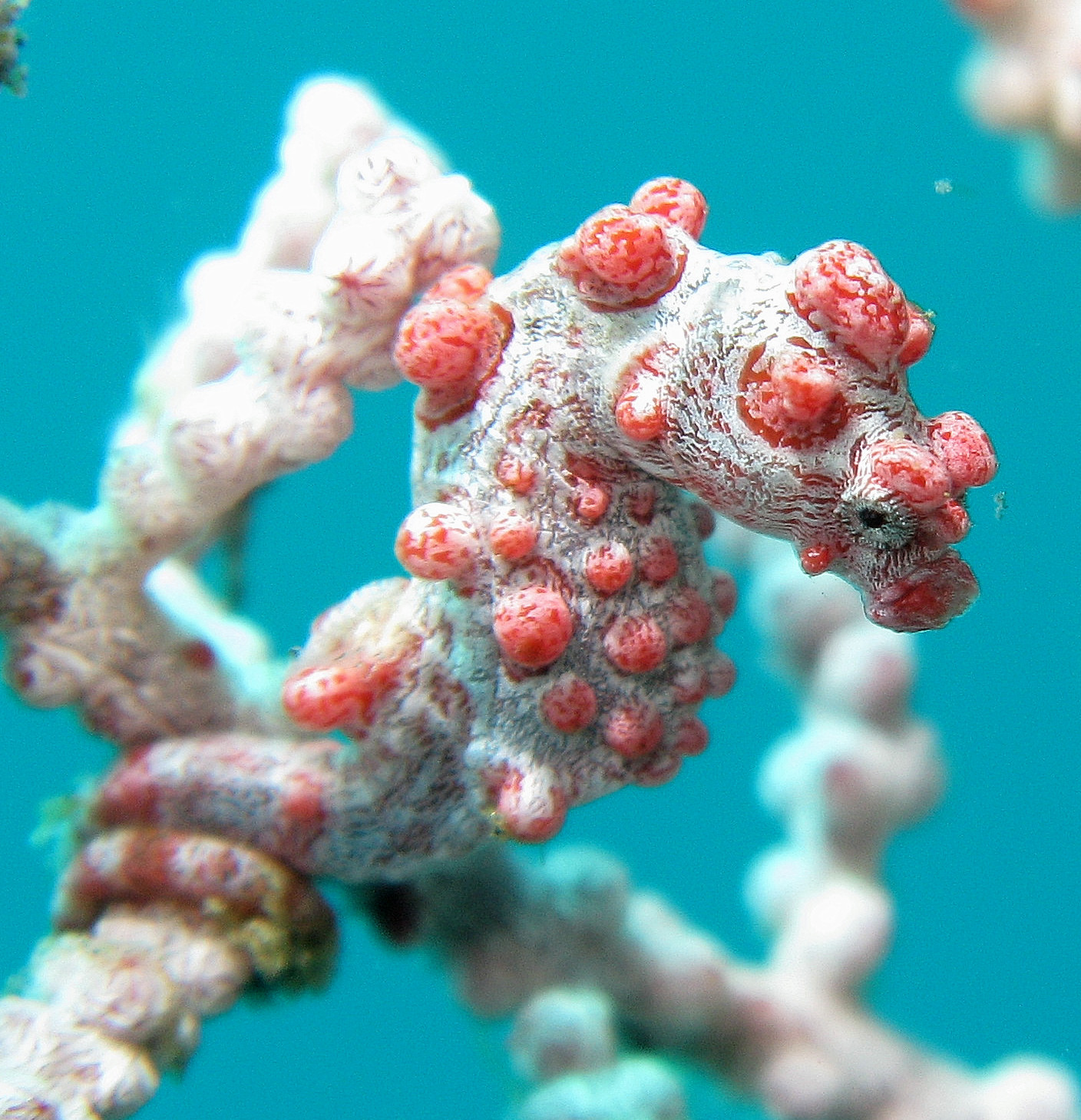
Hippocampus bargibanti Whitley, 1970  ピグミーシーホース - 西太平洋熱帯域。2cmほどの小型種
- Hippocampus biocellatus Kuiter, 2001  - 記録はオーストラリア・シャーク湾のみ
- Hippocampus borboniensis Duméril, 1870  - 南アフリカ・モーリシャス・レユニオン島周辺
- Hippocampus breviceps Peters, 1869  - オーストラリア南岸
- Hippocampus camelopardalis Bianconi, 1854  - アフリカ南東岸
- Hippocampus capensis Boulenger, 1900  - 南アフリカ
- Hippocampus colemani Kuiter, 2003  - 南太平洋ロード・ハウ島
- Hippocampus comes Cantor, 1849  タイガーテールシーホース - 西太平洋熱帯域
- Hippocampus coronatus Temminck et Schlegel, 1850  タツノオトシゴ - 北海道南部以南の日本近海、朝鮮半島南部
- Hippocampus curvicuspis Fricke, 2004  - 南太平洋ニューカレドニア
- Hippocampus debelius Gomon et Kuiter, 2009  - 紅海
- Hippocampus denise Lourie et Randall, 2003  カクレタツノコ - 西太平洋熱帯域
- Hippocampus erectus Perry, 1810  - メキシコ湾からカナダまでの大西洋北西岸
- Hippocampus fisheri Jordan et Evermann, 1903  - 西太平洋熱帯域
- Hippocampus fuscus Rüppell, 1838  - インド洋熱帯海域
- Hippocampus grandiceps Kuiter, 2001  - 西太平洋熱帯域
- Hippocampus guttulatus Cuvier, 1829  - 地中海と大西洋北東部
- Hippocampus haema Han, Kim, Kai & Senou, 2017  ヒメタツ - 北太平洋
- Hippocampus hendriki Kuiter, 2001  - オーストラリア北部熱帯域
- Hippocampus hippocampus Linnaeus, 1758  - 地中海と大西洋北東部
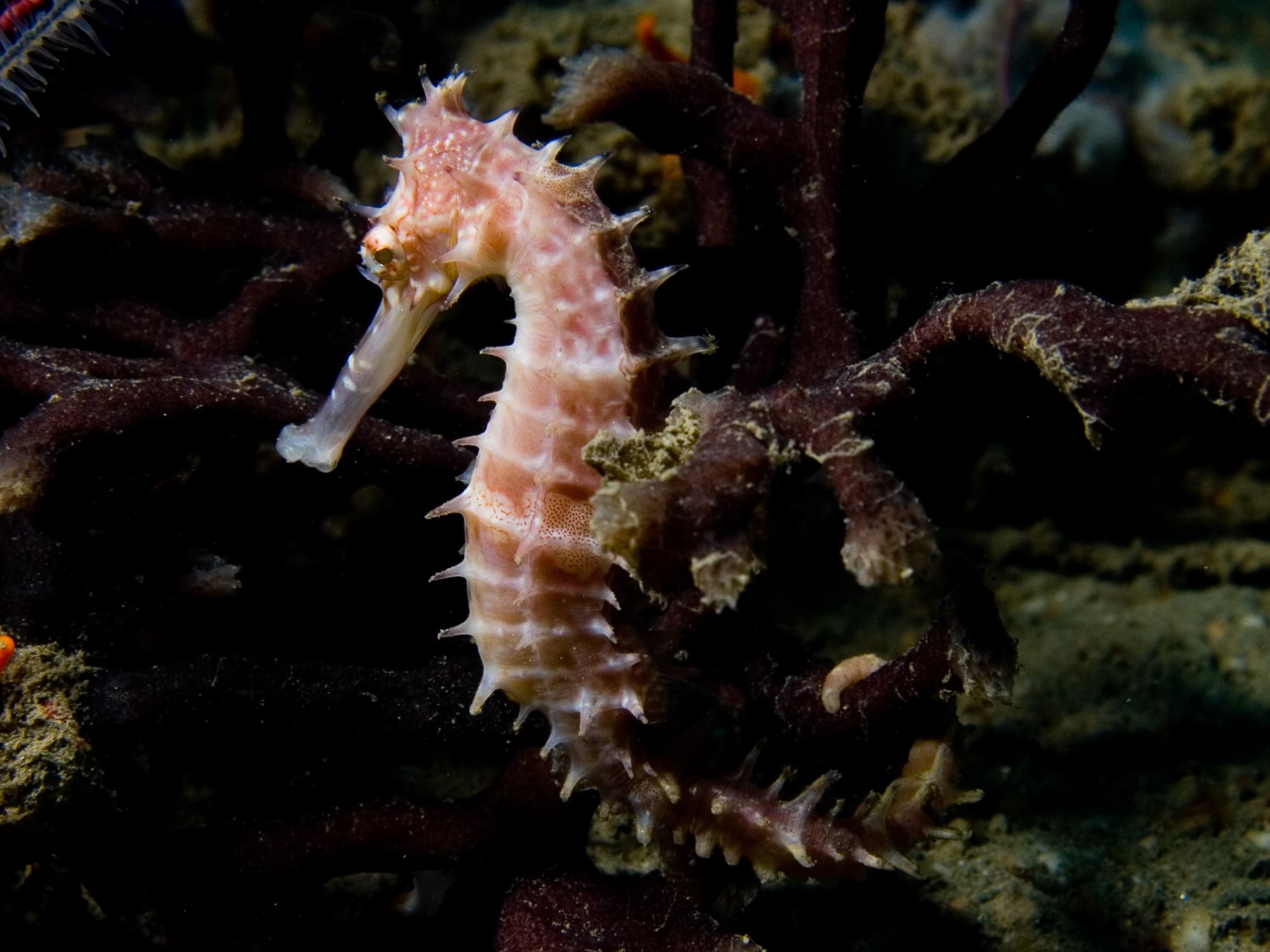
Hippocampus histrix Kaup, 1856  イバラタツ - インド太平洋熱帯域、日本では伊豆半島以南
- Hippocampus ingens Girard, 1858  - 東太平洋
- Hippocampus japapigu Short, Smith, Motomura, Harasti & Hamilton, 2018  ハチジョウタツ - 日本の太平洋側
- Hippocampus jayakari Boulenger, 1900  - 紅海とアラビア海
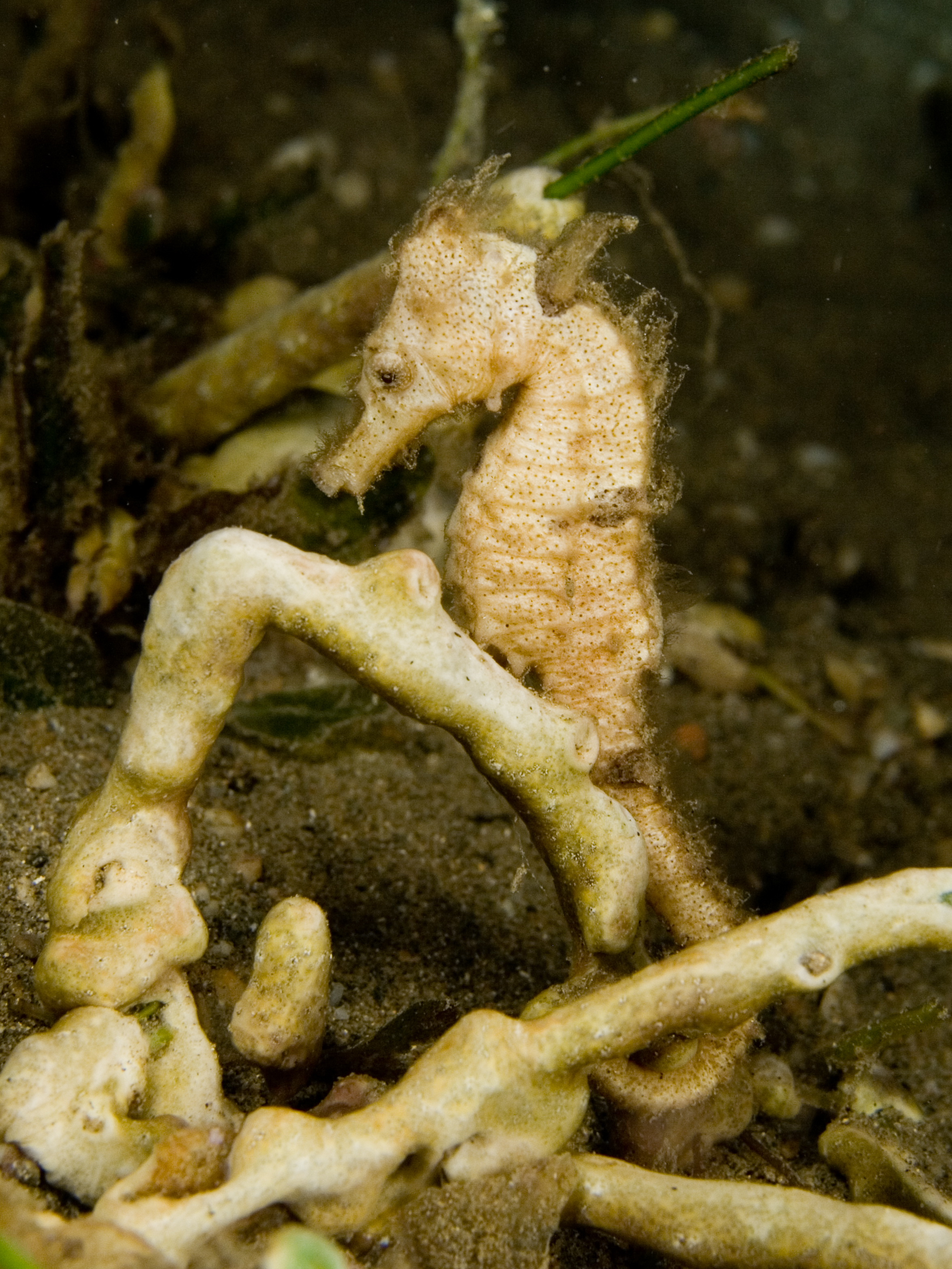
Hippocampus jugumus Kuiter, 2001  - 記録はロード・ハウ島のみ
- Hippocampus kelloggi Jordan et Snyder, 1901  オオウミウマ - インド太平洋熱帯域、日本では伊豆半島以南。全長30cmに達する大型種
- Hippocampus kuda Bleeker, 1852  クロウミウマ - 南日本を含むインド太平洋熱帯域。全長30cmに達する大型種
- Hippocampus lichtensteinii Kaup, 1856  - 紅海
- Hippocampus minotaur Gomon, 1997  - オーストラリア南東部のみ
- Hippocampus mohnikei Bleeker, 1853  サンゴタツ - 北海道南部から九州、中国、ベトナム沿岸
- Hippocampus montebelloensis Kuiter, 2001  - 記録はオーストラリア西部のみ
- Hippocampus multispinus Kuiter, 2001  - オーストラリア北部・パプアニューギニア周辺
- Hippocampus patagonicus Piacentino et Luzzatto, 2004  - アルゼンチン沿岸
- Hippocampus pontohi Lourie et Kuiter, 2008  ユリタツノコ - インドネシア。全長1.7cmの小形種
- Hippocampus procerus Kuiter, 2001  - オーストラリア北東部
- Hippocampus pusillus Fricke, 2004  - ニューカレドニア
- Hippocampus queenslandicus Horne, 2001  - オーストラリア北部熱帯域
- Hippocampus reidi Ginsburg, 1933  ナガバナタツ - 大西洋西部熱帯海域
- Hippocampus satomiae Lourie et Kuiter, 2008  - インドネシア。全長1.4cmの最小種
- Hippocampus semispinosus Kuiter, 2001  - インドネシア
- Hippocampus severnsi Lourie et Kuiter, 2008   （和名なし）- 西太平洋熱帯域。全長1.7cmの小型種
- Hippocampus sindonis Jordan et Snyder, 1901  ハナタツ（エンシュウタツ）- 南日本と朝鮮半島南部
- Hippocampus spinosissimus Weber, 1913  タマヨリタツ - インド太平洋熱帯域
- Hippocampus subelongatus Castelnau, 1873  - オーストラリア南西部
- Hippocampus trimaculatus Leach, 1814  タカクラタツ - 南日本を含むインド太平洋
- Hippocampus tyro Randall et Lourie, 2009  - セーシェル
- Hippocampus waleananus Gomon et Kuiter, 2009  - 記録はスラウェシ島のみ
- Hippocampus whitei Bleeker, 1855  - 南西太平洋
- Hippocampus zebra Whitley, 1964  - オーストラリア北東部
- Hippocampus zosterae Jordan et Gilbert, 1882  - 大西洋西部熱帯海域

- ピグミーシーホース Hippocampus bargabanti
- イバラタツ Hippocampus histrix
- クロウミウマ Hippocampus kuda

### 日本近海産8種
タツノオトシゴ（竜の落とし子） Hippocampus coronatus Temminck et Schlegel, 1850 
全長10cmほど。躯幹部体輪数10・尾部体輪数38-40・背鰭条数12-15で、躯幹部体輪数と背鰭条数が他種より少ない。頭頂部の突起が比較的高いのも特徴だが、低い個体もいる。また、ハナタツと同様に全身に海藻のような枝状突起をもつものもいる。体色は黄・茶・赤・黒など個体変異に富む。北海道南部以南の日本各地と朝鮮半島南部沿岸に分布し、沿岸の藻場に生息する。
ハナタツ（花竜） Hippocampus sindonis Jordan et Snyder, 1901 
エンシュウタツ（遠州竜）とも呼ばれる。全長9cmほど。全身に海藻のような枝状突起があるが、これはタツノオトシゴにも見られることがある。背鰭付け根の突起が大きい。西日本と朝鮮半島南部沿岸に分布する。
サンゴタツ（珊瑚竜） Hippocampus mohnikei Bleeker, 1853 
全長8cmほど。躯幹部体輪数11・尾部体輪数38-40・背鰭条数16-17。日本産他種に比べて体表の凹凸が低く、吻も短い。体色は褐色-黒色。北海道南部-九州と中国沿岸に分布し、内湾のアマモ場に多く生息する。学名は H. japonicus Kaup, 1856 とした文献もあるが、こちらはFishBaseではシノニムとされている。
イバラタツ（茨竜） Hippocampus histrix Kaup, 1856 
全長17cmに達する。躯幹部体輪数11・尾部体輪数33-34・背鰭条数17-19。日本産他種に比べて吻が長く、和名通り体表に短い棘が列生する。体色は淡黄褐色で棘の先は黒い。インド太平洋の熱帯域に広く分布し、日本では伊豆半島や紀伊半島でみられるが数は少ない。海岸からやや離れた水深20-40mの砂底や岩礁域に生息する。
タカクラタツ (高倉竜) Hippocampus trimaculatus Leach, 1814 
全長22cmに達する。躯幹部体輪数11・尾部体輪数41・背鰭条数21。目の上と鰓蓋下に棘があるので他種と区別できる。頭頂部の突起は低く、背側面に3対の暗色斑があるが、斑点は不明瞭な場合が多い。体色は灰褐色だが濃淡は個体変異が大きい。西太平洋から東インド洋の熱帯・亜熱帯域に分布し、日本では北海道太平洋側以南の沿岸域に分布する。沿岸の藻場や砂礫底に生息する。学名は H. takakurae Tanaka, 1916 とした文献もあるが、FishBaseではシノニムとされている。
クロウミウマ（黒海馬） Hippocampus kuda Bleeker, 1852 
全長30cmに達する大型種。躯幹部体輪数11・尾部体輪数34-38・背鰭条数17-18。吻が比較的長い。体色は黄色や褐色だが濃淡は個体変異に富む。日本の南西諸島沿岸を含むインド太平洋の熱帯域に分布する。他種と同様に沿岸浅海で見られるが、日本産タツノオトシゴ類の中では唯一汽水域にも進入し、マングローブでも見られる。ただし文献では後述のオオウミウマとの混同も見られる。
オオウミウマ（大海馬） Hippocampus kelloggi Jordan et Snyder, 1901 
全長30cmに達する大型種。躯幹部体輪数11・尾部体輪数39-41・背鰭条数17-19。吻が長く、頭頂部の突起は小さい。体色は黄色-黒褐色で変異に富み、小黒点や斑点を帯びることもある。インド太平洋熱帯域に分布し、日本では伊豆半島以南の沿岸域に分布する。産卵期は春から夏で、産出する稚魚は600尾に達することもある。
（和名なし）Hippocampus severnsi Lourie et Kuiter, 2008 
全長1.7cmの小型種。躯幹部体輪数12・尾部体輪数27・背鰭条数14。南西諸島を含む西太平洋熱帯域の各地で記録されている。沿岸の水深8-20mに生息する。

## 文化
タツノオトシゴ類は食用にもなるが、魚としては特異な外見をもつことから水族館などでよく飼育され、主に観賞魚として流通する。また外見はユーモラスなものとして見られ、各地でロゴマークやキャラクターなどのモチーフにも利用されている。
全日本ろうあ連盟を始めとして、日本のろう者関係団体の多くがタツノオトシゴをシンボルマークのデザインに取り入れている。これは、「聾」が「龍に耳」と書くことに関連し、龍の耳が海に落ちてタツノオトシゴになったので、タツノオトシゴはろう者の象徴であるとすることによる。
卵と稚魚を育児嚢で保護する様から、日本各地では「安産のお守り」として干物を妊婦に持ち歩かせる風習がある。また毎年の年末年始はその年の干支にあたる動物がメディアで取り上げられるが、辰年の「竜」だけは架空の生物であるため、代わりにタツノオトシゴが取り上げられることがある。
中国ではタカクラタツ、クロウミウマ、オオウミウマなどの大型種の干物が漢方薬として珍重される。
姿が馬や竜の形を連想させるため、ウマ(西日本)、ウマノカオ(富山)、ウマイオ、ウマノコ(高知)、リュウウグウノコマ(和歌山)、リュウノコ(神奈川)などの方言がある。古くから産婦が手に持ったり、袋に詰めて腰につけると、産が軽くなると信じられていた。『山槐記』を参照されたい。